# Скороходы Перна
Скороходы Перна  (1998) — фантастическая повесть, входящая в цикл «Всадники Перна» американской писательницы Энн МакКефри. Впервые была публикованна в антологии Роберта Силверберга «Легенды».

## Описание сюжета
Повесть рассказывает о времени перед Девятым Прохождением, именно о способном скороходе по имени Тенна. Однажды ночью, когда она бежит по специальной дороге для скороходов, она замечает, что наездник скачет в неположенном месте. Тенна, уворачиваясь от него, падает в ядовитые кусты. Ей удается добраться до станции скороходов, где она выздоравливает от падения. После сообщения управляющему об случившимся инциденте, она узнаёт имя виновного — это был Халигон, самый старший из сыновей Лорда Гроха. Тенна идет на встречу в Форт, где она думает, что узнаёт Халигона. Во время танца она толкает его в экскременты. Но она ошиблась, это был брат-близнец Халигона — Хорон. После разговора он приносит извинения, и вскоре она влюбляется в Халигона.